# Кольчатая червяга
Кольчатая червяга (лат. Siphonops annulatus) — вид безногих земноводных из семейства Siphonopidae. Представители этого вида обитают в тропической области Южной Америки. Длина тела взрослых особей — около 40 см.
Альфред Брем в своей книге «Жизнь животных» (XIX век) отмечал, что из-за внешнего сходства со змеями кольчатые червяги «пользуются у туземцев плохой репутацией и их считают страшно ядовитыми».

## Размножение и забота о потомстве
Для кольчатых червяг характерно яйцерождение. Вышедшие из-под яйцевых оболочек молодые особи некоторое время остаются близ матери и питаются верхними слоями её кожи. Это явление получило название материнской дерматофагии (англ. maternal dermatophagy). Считается, что такая специфическая форма заботы о потомстве привела к модификации строения покровов самок, а также пищедобывающего аппарата молодых особей, который представлен 44 лопастевидными зубами.
Крайне сходные проявления материнской дерматофагии описаны, по крайней мере, для ещё одного вида червяг, населяющего Африку. Этот факт вместе с представлениями о времени разделения Африки и Южной Америки лёг в основу гипотезы о древности этой черты, возможно, некогда присущей всем безногим земноводным.
Кроме питания покровами матери, для молоди отмечено впитывание жидкости, выделяемой ею через клоакальное отверстие, что, вероятно, снижает риск обезвоживания.